# Sheri Mita
Sheri Mita (ur. 14 marca 1943 we wsi Fterrë k. Wlory, zm. 2 kwietnia 2012 w Tiranie) – albański aktor, reżyser i scenarzysta.

## Życiorys
W 1967 ukończył studia aktorskie w Instytucie Sztuk w Tiranie. Po ukończeniu studiów pracował w stołecznym Teatrze Ludowym (Teatri Popullor) i wykładał sztukę aktorską w Instytucie Sztuki. Stamtąd przeniósł się do zespołu estradowego w Beracie. W 1989 powrócił do stolicy, kierując początkowo stołecznym cyrkiem, a od lipca 1993 Teatrem Estradowym w Tiranie, gdzie pracował jako aktor i reżyser. Na dużym ekranie zadebiutował w 1966 rolą w filmie Oshëtime në bregdet. Zagrał w 22 filmach fabularnych.
Był autorem kilku dramatów. Dla Teatru Migjeni w Szkodrze napisał sztukę Këshilli i Ndrikullave.
Uhonorowany tytułem Zasłużonego Artysty (alb. Artist i Merituar). W 2004 został udekorowany złotym Orderem Naima Frasheriego.

## Filmografia
- 1966: Oshëtime në bregdet
- 1967: Ngadhënjim mbi vdekjen jako Willy Heller
- 1972: Yjet e neteve te gjata
- 1973: Operacioni Zjarri jako Gjin Martini
- 1975: Në fillim të verës jako major Bertini
- 1975: Rrugicat që kërkonin diell jako dowódca oddziału
- 1978: Gjeneral Gramafoni jako Mikele
- 1979: Balle per balle jako rosyjski dziennikarz
- 1980: Sketerre 43 jako Espozito
- 1983: Dora e ngrohte jako ojciec
- 1984: Gjurma ne debore jako Bush Buka
- 1984: I paharruari jako dowódca żandarmerii
- 1984: Nata e parë e lirise jako przewodniczący Rady
- 1985: Të mos heshtësh jako ojciec
- 1987: Familja ime jako Stavri
- 1989: Njerez ne rryme jako Vaso Guri
- 1990: Kronika e nje nate jako Jozef
- 1990: Vetmi jako Petraq
- 1995: Oreksi i madh
- 2006: Gjoleka, djali i abazit jako wujek
- 2009: Kronike provinciale jako Prifti